# Evair
Evair (Crisólita, 1965. február 21. –) brazil válogatott labdarúgó.

## Nemzeti válogatott
A brazil válogatottban 9 mérkőzést játszott, melyeken 2 gólt szerzett.

## Statisztika
| brazil válogatott | brazil válogatott | brazil válogatott |
| Időszak           | Mérk.             | gól               |
| ----------------- | ----------------- | ----------------- |
| 1992              | 2                 | 0                 |
| 1993              | 7                 | 2                 |
| Összesen          | 9                 | 2                 |